# FH Hafnarfjörður
FH Hafnarfjörður (Fimleikafélag Hafnarfjarðar) ist ein isländischer Sportverein aus Hafnarfjörður.

## Geschichte und Struktur
Der Klub wurde am 14. Oktober 1929 gegründet. Im Jahr 1935 fusionierte der Verein mit Haukar Hafnarfjörður zu ÍBH Hafnarfjörður. Diese Fusion wurde jedoch 26 Jahre später wieder gelöst und der alte Name FH angenommen. Die Vereinsfarben sind Schwarz und Weiß. FH Hafnarfjörður hat vier Abteilungen: Fußball, Handball, Leichtathletik und Fechten. Das Heimstadion trägt den Namen Kaplakriki und fasst 6450 Zuschauer. Nebenan befindet sich die Handballhalle.

## Fußball
Bekannter wurde die Fußballabteilung des Klubs in Deutschland, nachdem sie in der Saison 2004/05 gegen den Zweitligisten Alemannia Aachen mit 1:5 und 0:0 im UEFA-Pokal ausgeschieden war. 2006 gewann FH Hafnarfjörður mit 36 von 54 möglichen Punkten im dritten Jahr in Folge die isländische Meisterschaft. In der zweiten Qualifikationsrunde zur UEFA Champions League 2009/10 schied der Verein nach zwei Niederlagen mit 0:4 und 0:2 gegen den kasachischen Meister FK Aqtöbe aus.
Die Saison darauf spielte der Klub in der zweiten Qualifikationsrunde gegen BATE Baryssau aus Belarus. Gegen diesen Klub verlor man zweimal (1:5 und 0:1). In der Saison 2011/12 spielten die Isländer nur in der Qualifikation zur Europa League. In der zweiten Qualifikationsrunde traf Hafnarfjördur auf den portugiesischen Verein Nacional Funchal und schied nach einem 1:1-Unentschieden im Hinspiel und einer 1:3-Niederlage im Rückspiel aus.
In der Folgesaison spielte die Mannschaft in der ersten Qualifikationsrunde gegen Liechtensteins Pokalsieger USV Eschen-Mauren. Nach einem 2:1-Sieg vor eigenem Publikum folgte ein 1:0-Rückspielsieg im liechtensteinischen Eschen. In der zweiten Qualifikationsrunde traf die Mannschaft auf AIK Solna. Gegen den schwedischen Verein wurde im Hinspiel ein 1:1-Unentschieden errungen, Hafnarfjörður schied aber nach einem 0:1 im Rückspiel aus.

### Erfolge
- Isländischer Meistertitel (8): 2004, 2005, 2006, 2008, 2009, 2012, 2015, 2016
- Isländischer Pokalsieg (2): 2007, 2010
- Isländischer Ligapokalsieg (7): 2002, 2004, 2006, 2007, 2009, 2014, 2022
- Isländischer Super Cup (3): 2004, 2006, 2009
- Sieger im Atlantic Cup: 2005

### Bekannte Spieler
- Sam Tillen
- Danny Thomas

## Handball
Die Handballabteilung hat die isländische Meisterschaft nach Valur Reykjavík am zweithäufigsten gewonnen (17 Titel). Mit sechs isländischen Pokalsiegen ist man mit Víkingur Reykjavík der dritterfolgreichste Verein. 1992 konnten erstmals alle drei nationalen Wettbewerbe gewonnen werden.

### Erfolge
- Isländische Meisterschaft
  - Meister (17): 1956, 1957, 1959, 1960, 1961, 1965, 1966, 1969, 1971, 1974, 1976, 1984, 1985, 1990, 1992, 2011, 2024
- Isländischer Pokal
  - Sieger (6): 1975, 1976, 1977, 1992, 1994, 2019

### Ehemalige Spieler
- Ragnar Jóhannsson
- Logi Geirsson
- Aron Pálmarsson
- Hans Peter Motzfeldt-Kyed